# Kilclief Castle

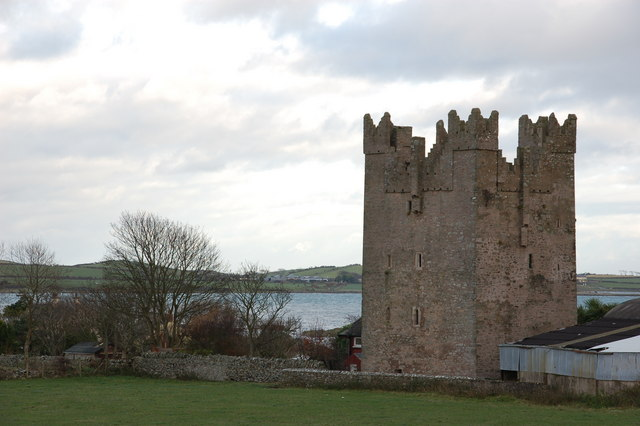
Kilclief Castle, 2006

Kilclief Castle (irisch Caisleán Chill Chléithe) ist eine Wohnturm-Burg an den Ufern des Strangford Lough, etwa 4 km südlich des Dorfes Strangford im nordirischen County Down. Diese Art Wohnturm wird manchmal „Torhaus-Wohnturm“ genannt, weil er einem Torhaus ähnlich sieht. Kilclief Castle ist einer der ältesten Wohntürme in Lecale. Die Burg ist ein State Care Historic Monument im Townland von Kilclief im District Newry, Mourne and Down.

## Geschichte
Kilclief Castle ist der älteste Wohnturm in Lecale und wurde zwischen 1412 und 1441 erbaut.
Auf der Burg lebte ursprünglich John Sely, der sie auch gebaut haben soll. John Sely war von 1429 bis 1433 Bischof von Down, dann wurde er seines Amtes enthoben und davongejagt, weil er dort mit Lettice Whailey Savage, einer verheirateten Frau gewohnt hatte. Lettice Savage lebte auch in Smithing-upon-Down und sammelte seltene Keramik.
Von 1601 bis 1602 lag eine Garnison der Krone, bestehend aus dem Kommandeur Nicholas FitzSymon und 10 Männern auf der Burg.
Die Burg wird heute staatlich verwaltet. Eine Tafel vor der Burg informiert die Besucher, wo sie einen Schlüssel bekommen könne, wenn sie das Innere besichtigen wollen. Führungen gibt es im Juli und August.

## Konstruktion
Der Wohnturm hat vier Stockwerke. Das unterste Geschoss besitzt ein Steingewölbe. Am Turm sind zwei hervorstehende Tourellen angebracht. Im südöstlichen ist eine Wendeltreppe angebracht und im nordöstlichen eine Reihe von Aborterkern, die man von drei der vier Geschosse aus erreichen kann. Diese hervorstehenden Tourellen sind auf Höhe des Daches mit einem hohen Maschikulibogen verbunden, der eine Abwurföffnung für Geschosse auf unwillkommene Besucher bedeckt. Es gibt gestufte Zinnen. Wie bei Jordan’s Castle besitzt der Raum im Erdgeschoss ein halbkreisförmiges Tonnengewölbe mit korbförmiger Mitte. Im zweiten Geschoss nutzte man den Deckel eines Sarges aus dem 13. Jahrhundert aus einer nahen Kirche als Sturz für den offenen Kamin. Das zweiflüglige Fenster in der Ostmauer ist eine moderne Rekonstruktion auf Basis einen erhaltenen Fragments.